# Stanisław Patyk
Stanisław Patyk (ur. 1913 w Krasnymstawie, zm. 1977 we Wrocławiu) – polski parazytolog.

## Życiorys
W latach 1933–1939 studiował w Akademii Medycyny Weterynaryjnej we Lwowie, w 1939 uzyskał dyplom lekarza weterynarii. Od 1936 pracował jako asystent, a następnie starszy asystent na uczelni. Po wysiedleniu Polaków ze Lwowa znalazł się w Lublinie, gdzie przez rok był starszym asystentem w Katedrze Zoologii i Parazytologii Wydziału Weterynaryjnego UMCS. W 1946 przeniósł się do Wrocławia, gdzie został starszym asystentem w Katedrze Embriologii Wydziału Medycyny Weterynaryjnej Uniwersytetu i Politechniki we Wrocławiu. Rok później przeszedł do Zakładu Zoologii i Parazytologii Wydziału Lekarskiego na tej samej uczelni, w 1950 przedstawił rozprawę na podstawie której został doktorem nauk weterynaryjnych. W 1951 został adiunktem w Katedrze Parazytologii i Chorób Inwazyjnych Wyższej Szkoły Rolniczej, od 1962 objął stanowisko adiunkta w Katedrze Zoologii na Wydziale Zootechnicznym Wyższej Szkoły Rolniczej. W 1965 habilitował się, a od 1967 był docentem w Instytucie Biologicznych Podstaw Produkcji Zwierzęcej na Wydziale Zootechnicznym Wyższej Szkoły Rolniczej, a od 1972 Akademii Rolniczej. Pochowany na Cmentarzu św. Wawrzyńca we Wrocławiu.

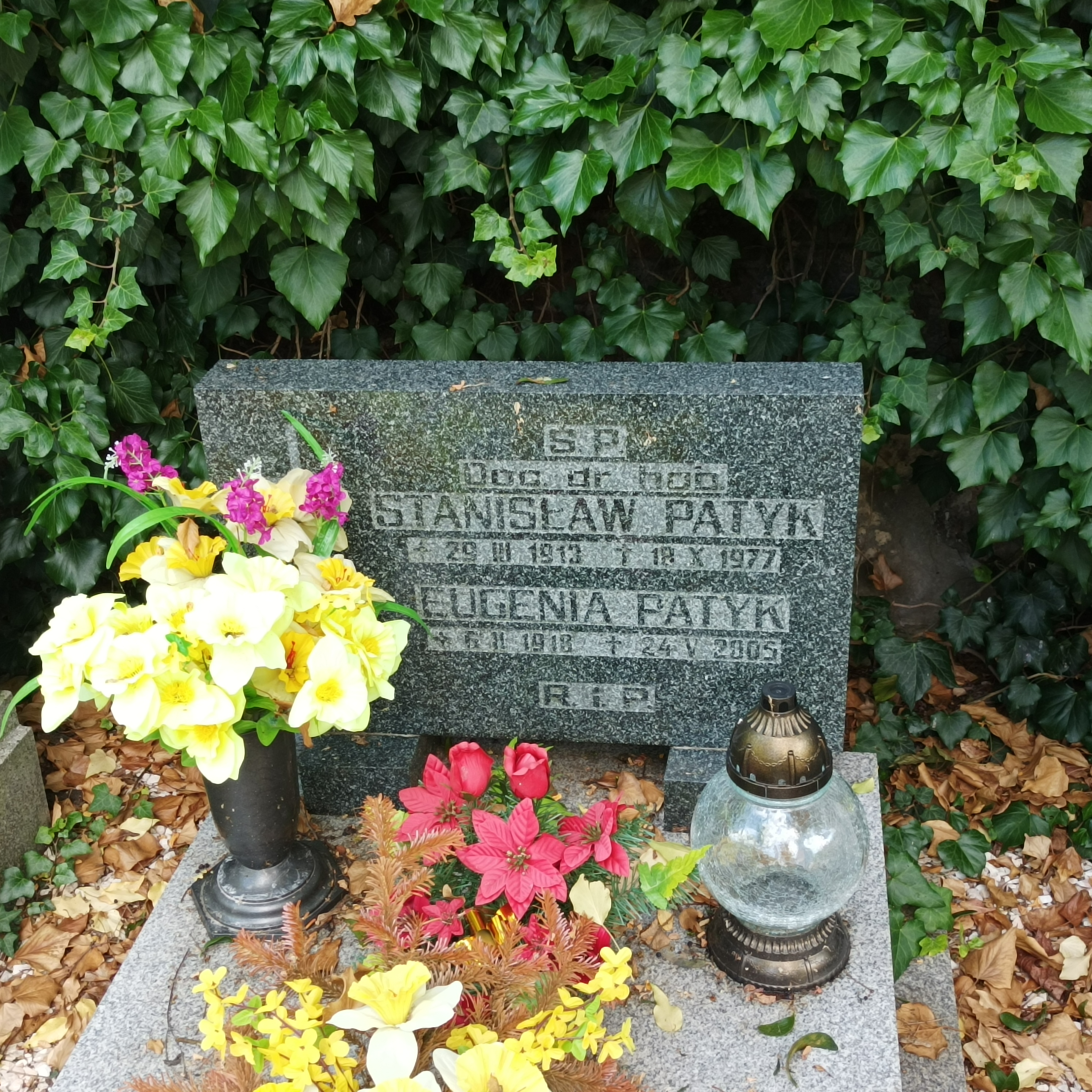
Grób doc. Stanisława Patyka na cmentarzu św. Wawrzyńca we Wrocławiu

## Odznaczenia
- Złoty Krzyż Zasługi;
- Medal 10-lecia Polski Ludowej;
- Odznaka XV-lecia Wyzwolenia Dolnego Śląska;
- Odznaka Zasłużonego dla AR we Wrocławiu.